# 2855 Bastian
2855 Bastian este un asteroid din centura principală, descoperit pe 10 octombrie 1931 de Karl Reinmuth.